# Shin Megami Tensei
Shin Megami Tensei (真・女神転生?, Shin Megami Tensei) è un videogioco di ruolo a turni della software house giapponese Atlus originariamente pubblicato il 30 ottobre 1992 per Super Nintendo ed in seguito convertito per numerose console come PC Engine Super CD-Rom e Sega CD.
Nel 18 marzo 2014 è stata distribuita per iOS (basato sulla versione Game Boy Advance ma con la colonna sonora PlayStation) una localizzazione ufficiale in inglese per tutto il mondo, tuttavia non più disponibile ai successivi aggiornamenti del sistema.
Shin Megami Tensei fa parte della popolare serie di videogiochi Megami Tensei. Un sequel diretto, Shin Megami Tensei II è stato pubblicato nel 1994, un terzo gioco, Shin Megami Tensei III: Nocturne è stato pubblicato nel 2003, un quarto Shin Megami Tensei 4, nel 2013 e un quinto e ultimo Shin Megami Tensei V nel 2021
Dal videogioco è stato tratto una serie di due OAV ed un manga intitolati Shin Megami Tensei: Tokyo Revelation.